# Qmail
qmail – program typu MTA (mail transfer agent), którego autorem jest Daniel J. Bernstein. Program powstał w odpowiedzi na szereg błędów, dziur i niedoskonałości szeroko stosowanego Sendmaila. Od listopada 2007 qmail jest programem typu public domain – wcześniej jego licencja utrudniała rozpowszechnianie twórcom wolnych dystrybucji systemów uniksowych.